# Prunella collaris
El acentor alpino (Prunella collaris) es un ave paseriforme de la familia Prunellidae visible en laderas rocosas y prados de alta montaña. En invierno, su área de distribución es más amplia, incluyendo altitudes menores. Posee la cabeza gris, el pico amarillento, las alas oscuras y una parte inferior y lateral listada, rojiza. Por la forma y comportamiento, se parece al acentor común, pero en mayor tamaño.
Su voz es en reclamo corto, tipo gorjeo, errático, cuando está posado o en vuelo. Su nido es herbáceo, en fisuras de la roca, con 3-5 huevos que pone en dos nidadas, de mayo a agosto. Se alimenta picoteando en el suelo pequeños insectos, arácnidos, bayas y semillas.

## Distribución
Su distribución es europea, en hábitats de alta montaña de Sierra Nevada, Sistema Central, Pirineos y Alpes; localmente, aparece en Italia y los Balcanes. En las cumbres del Mulhacén o Veleta, resulta llamativo su comportamiento extremadamente confiado ante la presencia del hombre. En invierno puede alcanzar la costa, aunque esto es mucho más raro.

## Subespecies
Se reconocen las siguientes subespecies:
- Prunella collaris collaris
- Prunella collaris subalpina
- Prunella collaris montana
- Prunella collaris rufilata
- Prunella collaris whymperi
- Prunella collaris nipalensis
- Prunella collaris tibetana
- Prunella collaris erythropygia
- Prunella collaris fennelli

## Estado de conservación
Según BirdLife International, su área de distribución es amplia y su población lo suficientemente numerosa como para no comprometer el estado de conservación de la especie. Se considera que el umbral crítico es cuando hay menos de 10 000 individuos maduros con una tasa de disminución superior al 10% en 10 años o tres generaciones. Es por ello, que en la Lista Roja de la UICN figura catalogado como de preocupación menor.
En Europa, la población se estima entre 100 000 y 180 000 parejas reproductoras, lo que equivale a entre 300 000 y 540 000 individuos (2004). Europa constituye del 25 al 49% del área de distribución mundial, por lo que una estimación del tamaño de la población total es de entre 612 000 y 2 160 000 individuos. En China, Taiwán, Japón y Rusia, se estima que, en cada país y cada año, invernan entre 100 y 10 000 parejas reproductoras (2009).

## Galería de imágenes

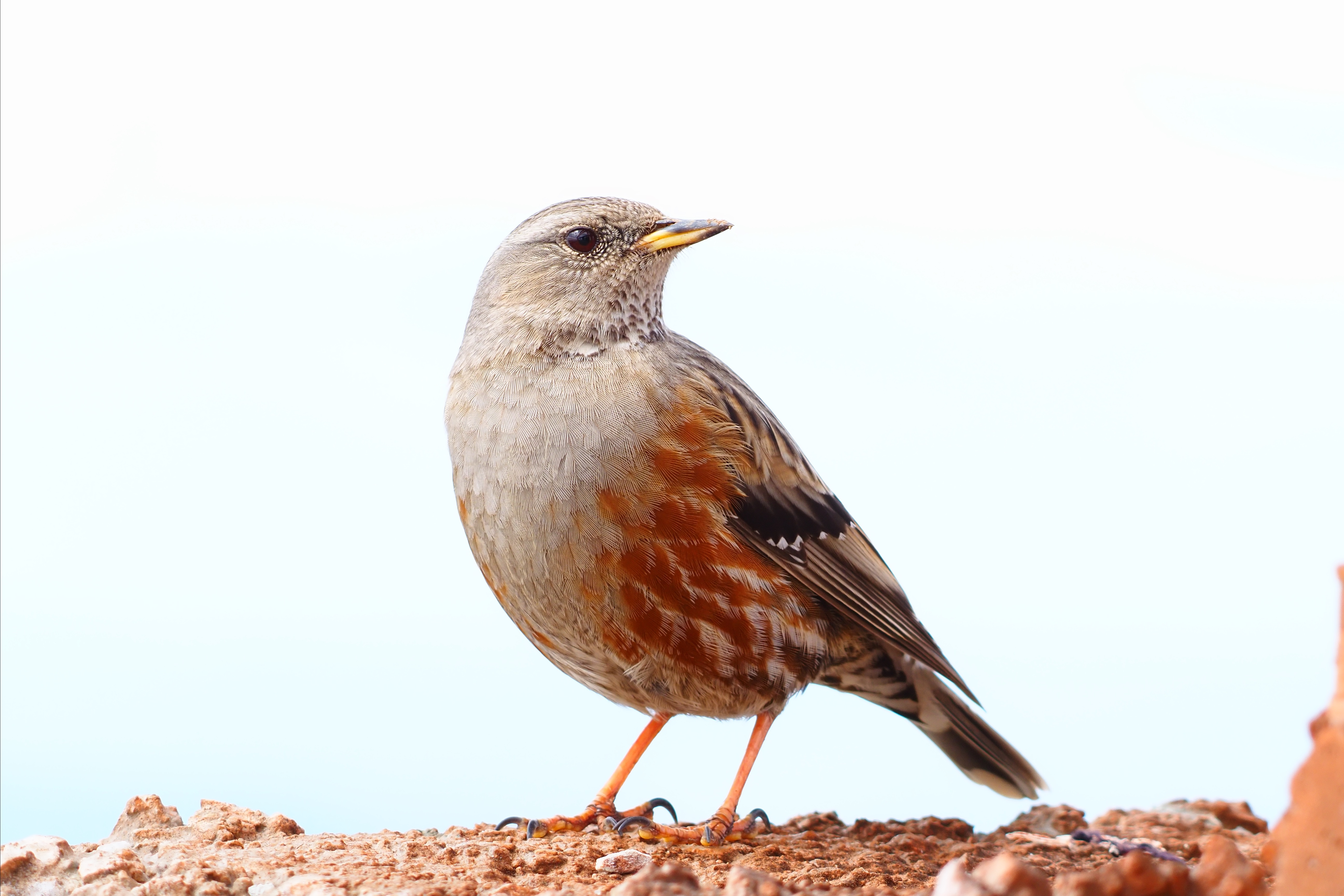
Prunella collaris fotografiado en Montserrat
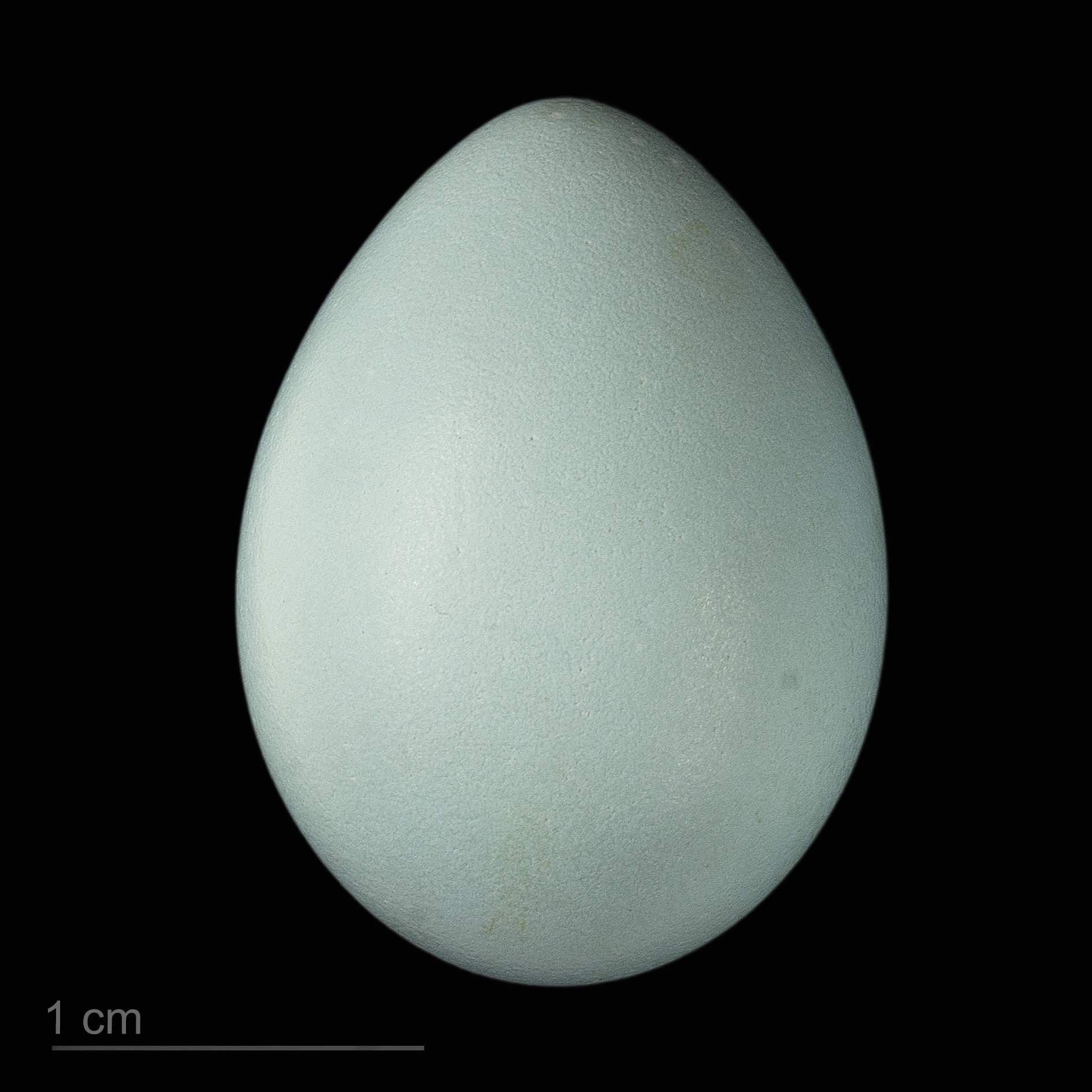
Prunella collaris collaris